# Stenospermacijon
Stenospermacijon (lat. Stenospermation), rod vazdazelenih polugrmova iz porodice kozlačevki, dio je potporodice Monsteroideae. Sastoji se od pedesetak priznatih vrsta iz tropske Amerike, od Nikaragve do Bolivije,

## Vrste
1. Stenospermation adsimile Sodiro
2. Stenospermation ammiticum G.S.Bunting
3. Stenospermation amomifolium (Poepp.) Schott
4. Stenospermation ancuashii Croat
5. Stenospermation andreanum Engl.
6. Stenospermation angosturense Engl.
7. Stenospermation angustifolium Hemsl.
8. Stenospermation arborescens Madison
9. Stenospermation archeri K.Krause
10. Stenospermation benavidesae Croat
11. Stenospermation brachypodum Sodiro
12. Stenospermation condorense Croat
13. Stenospermation coques Al.Rodr., O.Ortiz & M.Cedeño
14. Stenospermation crassifolium Engl.
15. Stenospermation densiovulatum Engl.
16. Stenospermation dictyoneurum Croat & Acebey
17. Stenospermation ellipticum Croat & D.C.Bay
18. Stenospermation escobariae Croat & D.C.Bay
19. Stenospermation flavescens Engl.
20. Stenospermation flavum Croat & D.C.Bay
21. Stenospermation gentryi Croat
22. Stenospermation glaucophyllum Croat & D.C.Bay
23. Stenospermation gracile Sodiro
24. Stenospermation hilligii Sodiro
25. Stenospermation interruptum Sodiro
26. Stenospermation laevis Croat
27. Stenospermation latifolium Engl.
28. Stenospermation longifolium Engl.
29. Stenospermation longipetiolatum Engl.
30. Stenospermation longispadix Croat
31. Stenospermation longistamineum Croat & Neely
32. Stenospermation maguirei A.M.E.Jonker & Jonker
33. Stenospermation majus Grayum
34. Stenospermation marantifolium Hemsl.
35. Stenospermation mathewsii Schott
36. Stenospermation monsalvae Croat & D.C.Bay
37. Stenospermation multiovulatum (Engl.) N.E.Br.
38. Stenospermation nebulense G.S.Bunting
39. Stenospermation olgae Croat
40. Stenospermation parvum Croat & A.Gómez
41. Stenospermation peripense Sodiro
42. Stenospermation pittieri Steyerm.
43. Stenospermation popayanense Schott
44. Stenospermation pteropus Grayum
45. Stenospermation robustum Engl.
46. Stenospermation rusbyi N.E.Br.
47. Stenospermation sessile Engl.
48. Stenospermation spruceanum Schott
49. Stenospermation steyermarkii G.S.Bunting
50. Stenospermation subellipticum Sodiro
51. Stenospermation ulei K.Krause
52. Stenospermation velutinum Croat & D.C.Bay
53. Stenospermation wallisii Mast.
54. Stenospermation weberbaueri Engl.
55. Stenospermation zeacarpium Madison